# باشگاه فوتبال لیورپول در فصل ۸۲–۱۹۸۱
فصل ۱۹۸۱–۱۹۸۲ نودمین فصل تاریخ باشگاه فوتبال لیورپول بود. پس از اینکه آنها فصل قبلی را در جایگاه پنجم تمام کردند، آنها به‌خودآمدند و قهرمانی شماره ۱۳ را بردند. آنها  جام اتحادیه را هم با نتیجه ۳–۱ برابر باشگاه تاتنهام بردند.
لیورپول توسط فلامینگو در جام بین‌قاره‌ای ۱۹۸۱ در فینال شکست خورد و همچنین در لیگ اروپایی توسط باشگاه فوتبال زسکا صوفیه در یک‌چهارم‌نهایی از دور کنار رفت. آنها به شکل عجیبی به دست چلسی دسته دومی در دور پنجم جام حذفی فوتبال انگلستان حذف شدند.
همچنین این فصل تغییرات عمده‌ای در تیم داشت، چرا که بسیاری از بازیکنانی که در فصل‌های گذشته جام‌های قهرمانی را کسب کرده بودند، جای خود را به بازیکنانی دادند که بخشی از تیمی بودند که تا پایان دهه موفق باقی ماند. بازیکنانی مانند بروس گروبلر، مارک لاورنسون، ایان راش، رونی ویلان و کریگ جانستون در طول فصل وارد تیم شدند و تأثیر خود را در سبک جدید تیم گذاشتند، که تا آخر دهه ۸۰ جلو رفت.
فصل ۱۹۸۱-۱۹۸۲ فصل نسبتا موفقی در تارخچه این باشگاه حساب می‌شود چرا که آنها با ۴ امتیاز اختلاف در لیگ دسته اول انگلستان قهرمان شدند. حذف در جام‌های دیگر اما بسیار عجیب و تلخ بود. همچنین باخت در هفته ۳۶ می‌توانست روحیه آنها را خراب کرده و باعث شود جام از دست برود اما با دو برد در دو هفته آخر لیورپول در لیگ دسته اول انگلستان قهرمان شد. ایپسویچ تاون، منچستر یونایتد، تاتنهام و آرسنال به ترتیب در جایگاه‌های بعدی قرار گرفتند. 

## ترکیب

### دروازه‌بان‌ها
- استیو گروزویچ
- بروس گرابلار

### مدافعان
- فیل نیال
- آلان هانسن
- فیل تامپسون
- آلان کندی
- ریچارد منی
- مارک لورسنسون

### هافبک‌ها
- کریگ جانستون
- سمی لی
- ری کندی
- تری مک‌درموت
- کوین شیدی
- گریم سونس
- رونی ویلن
- استیو نیکول

### مهاجمان
- دیوید فیرکلاگ
- کنی دالگلیش
- هاوارد گیل
- دیوید جانسون
- ایان راش[۱]

## نتایج لیگ
| تیم              | بازی | برد | مساوی | باخت | گل‌زده | گل‌خورده | تفاضل گل | امتیاز |
| ---------------- | ---- | --- | ----- | ---- | ----- | ------- | -------- | ------ |
| لیورپول (قهرمان) | ۴۲   | ۲۶  | ۹     | ۷    | ۸۰    | ۳۲      | +۴۸      | ۸۷     |
| ایپسویچ تاون     | ۴۲   | ۲۶  | ۵     | ۱۱   | ۷۵    | ۵۳      | +۲۲      | ۸۳     |
| منچستر یونایتد   | ۴۲   | ۲۲  | ۱۲    | ۸    | ۵۹    | ۲۹      | +۳۰      | ۷۸     |
| تاتنهام          | ۴۲   | ۲۰  | ۱۱    | ۱۱   | ۶۷    | ۴۸      | +۱۹      | ۷۱     |
| آرسنال           | ۴۲   | ۲۰  | ۱۱    | ۱۱   | ۴۸    | ۳۷      | +۱۱      | ۷۱     |

## بازی نهایی جام اتحادیه
در ۱۲ مارس ۱۹۸۱ لیورپول برای فینال جام اتحادیه به مصاف تاتنهام رفت. بازی با گل دقیقه یازده لاستیو آرچیبالد به نفع تاتنهام بود. در دقیقه ۸۷ رونی ویلن گل زد تا بازی به تساوی و وقت اضافه کشیده شود. دو گل از رونی ویلن و ایان راش، به ترتیب در دقایق صد و یازده و صد و هفده باعث شد تا لیورپول به مقام قهرمان دست پیدا کند.